# Municipalità di Lido-Pellestrina
La Municipalità di Lido-Pellestrina altrimenti detta Venezia Litorale è una suddivisione amministrativa del comune di Venezia (appartenente alla zona estuario) che comprende i due litorali del Lido e di Pellestrina.
Con la sua istituzione (2005) sono stati soppressi i quartieri 3 "Lido-Alberoni-Malamocco" e 4 "Pellestrina-San Pietro in Volta" a loro volta costituiti nel 1997 dagli ex quartieri 5 Lido-Malamocco-Alberoni e 6 Pellestrina-S. Pietro in Volta.
| 3 Lido-Alberoni-Malamocco         | 58,54 | 16 483 | 282,6 |
| 4 Pellestrina-San Pietro in Volta | 14,46 | 3 700  | 255,9 |

## Geografia fisica

### Territorio
Della circoscrizione fanno parte gli abitati del Lido di Venezia (centro principale e sede della municipalità), Malamocco e Alberoni sull'isola del Lido e di Santa Maria del Mare, San Pietro in Volta e Pellestrina sull'isola di Pellestrina. Vi è compresa anche la laguna sud con le relative isole, tra le quali Poveglia, Santo Spirito, San Lazzaro degli Armeni e gli Ottagoni.

## Delegazione di zona di Pellestrina
La delegazione di zona di Pellestrina è un organismo della municipalità che opera nell'ambito territoriale dell'ex Consiglio di Quartiere n.4, che si identifica con l'isola di Pellestrina, comprendente le località di Pellestrina, Portosecco, S.Pietro in Volta e S. Maria del Mare.